# Xiphobelba setosa
Xiphobelba setosa är en kvalsterart som beskrevs av Aoki 1968. Xiphobelba setosa ingår i släktet Xiphobelba och familjen Basilobelbidae. Inga underarter finns listade i Catalogue of Life.